# (33649) 1999 JR83
1999 JR83 (asteroide 33649) é um asteroide da cintura principal. Possui uma excentricidade de 0.16129120 e uma inclinação de 13.51936º.
Este asteroide foi descoberto no dia 12 de maio de 1999 por LINEAR em Socorro.